# Pleników
Pleników – wieś na Ukrainie w rejonie lwowskim (wcześniej w rejonie przemyślańskim) należącym do obwodu lwowskiego.

## Położenie
Na podstawie Słownika geograficznego Królestwa Polskiego i innych krajów słowiańskich: Pleników to wieś w powiecie przemyślańskim, 12 km na wschód od Przemyślan.

## Historia
W 1921 wieś liczyła 112 zagród i 534 mieszkańców, w tym 135 Ukraińców, 369 Polaków i 30 Żydów. W 1931 gospodarstw było 125 a mieszkańców 678.